# Sukcesija država
Sukcesija država u međunarodnom pravu prema definiciji iz Bečke konvencije o sukcesiji država glede međunarodnih ugovora označava zamjenu jedne države drugom u pogledu odgovornosti za međunarodne odnose nekog područja. Radi se o problemu preuzimanja prava i obveza države prednice (prethodnice) na državu sljednicu glede niza pitanja vezanih za to područje, a posljedica su osnivanja ili proširenja vlasti, odnosno uspostave suverenosti te države koje je dotad pripadalo drugoj državi. Sukcesija može biti djelomična (kada prethodnica i sljednica zadržavaju svoj identitet) ili potpuna (nastaje država sljednica, nestaje država prethodnica ili se prethodnica raspada i nastaju nove države sljednice).
Države laički rečeno "umiru" i "nastaju". Prema nekim teoretičarima, postoje tri načina nastanka države:
1. prisilom - kada vlast u državi koja je samovoljno prihvaćena počinje vršiti moć nad stanovništvom i teritorijem bez obzira na njihovu privolu, a za to je potreban aparat prisile koji će držati pod kontrolom stanovništvo i teritorij
2. društvenim ugovorom - ljudi dobrovoljno potpisuju društveni ugovor da više ne bi bili u "prirodnom stanju", stanju "homo homini lupus" (po Thomas Hobbesu) ili stanju gdje postoje prirodna prava, ali često pojedinci krše ta prava (pravo na život, slobodu i privatno vlasništvo - John Locke) što opet dovodi do rata. U tom stanju čovjek ima pravo braniti svoja prirodna prava, a ugovorom prebacuje to pravo na državu odnosno vlast koja će onda aparatom prisile osigurati pravni poredak. Hobbes se zalaže za apsolutnu monarhiju, dok Locke za ustavnu monarhiju (kao i Aristotel). Postoji i Rousseauov društevni ugovor koji se uglavnom temelji na Lockovom, samo što Rousseau ne priznaje privatno vlasništvo.
3. klasne prevlasti - država je samo sredstvo vladanja vladajućoj klasi (to je ona klasa koja drži moć nad resursima i sredstvima za proizvodnju), te ona izražava volju i interese te klase (a ne volju naroda ili "opću volju" naroda kod Rousseaua). Nositelji ideje su Karl Marx i Friedrich Engels - zato oni zagovaraju revoluciju kojom se dolazi do besklasnog društva tj. komunizma.

Da bi neka država bila suverena, prema međunarodnom pravu, treba stvarno, faktično imati kontrolu nad svojim teritorijem odnosno unutar granica, te imati aparat prisile s kojim bi održavala postojeći pravni i politički poredak.
Identitet države identificira se državnim područjem, stanovništvom i njezinim unutarnjim uređenjem (organizacijom). Identitet države se mijenja i gubi, ali samo s pravnog aspekta, isto kao i sukcesija - samo pravne promjene u državi utječu na njih, ali nikakve političke ili faktične. Svaki puta kada se mijenja identitet (ili čak i kod cesije) moraju se odrediti ugovorene obveze, status građana i njihova prava. A to je područje sukcesije država. 
Za sukcesiju država najbitnije su promjene u državnom području, te se razlikuje nekoliko slučajeva u kojima dolazi do sukcesije: 
- pripajanje - obostrani akt kojim se država dobrovoljno pripaja drugoj državi. Pripajanjem se gubi identitet zemlje prethodnice.
- aneksija - jednostani akt kojim neka država na silu pripaja drugu državu, primjer za to je kada je Njemačka 1938. godine aneksirala Austriju (Anschluss), ili kada je Rusija 1940. godine aneksirala neovisne baltičke države (Litvu, Latviju i Estoniju). Postoji tzv. djelomična aneksija, no akt aneksije mora biti međunarodno priznat inače nema pravnog učinka. Tako je Italija za vrijeme Drugog svjetskog rata pripojila dijelove dalmatinske obale koje je kasnije morala vratiti. Aneksijom se gubi identitet zemlje prethodnice.
- ujedinjenje - dvije ili više država se ujedine u jednu novu (sljednicu), pri čemu države prethodnice gube identitet, a sljednica dobica novi identitet. Tako se Pruska 1871. ujedinila s njemačkim samostalnim kneževinama u Njemačko Carstvo, te je od konfederacije nastala federacija. 1918. godine tako se i Država SHS ujedinila sa Srbijom (kojoj se prije toga pripojili Srijem, Vojvodina i Crna Gora).
- ustup ili cesija - ustupanje dijela teritorija države prethodnice državi sljednici kod čega ne dolazi do promjene identiteta niti jedne od država. Do cesije dolazi uglavnom zbog ratnih zbivanja, a ustupanje se vrši činom potpisivanja mira koji je samo dokaz o faktičnom stanju odnosno okupaciji. Tako je Italija 1948. godine mirom u Parizu morala vratiti Jugoslaviji dijelove Dalmacije (Zadar, Rijeku), te Istru (sjeverna granica utvrđena tek Osimskim ugovorom 1975. godine), te otoke (Palagružu, Lošinj, Lastovo i Cres). Tako je i Otomansko Carstvo 1913. godine vratilo svoje teritorije na Balkanu balkanskim država, nakon Prvog balkanskog rata.
- podjela - država prethodnice biva podijeljena od strane sljednica. Tako je Poljska 1797. bila podijeljena od strane Austrije, Pruske i Rusije. Identitet sljednice ostaje, dok prethodnice nestaje.
- secesija ili odvajanje - od jedne države prehodnice odvajaju se države sljednice, tako ostaje identitet prethodnice, a stvara se identitet sljednice. Primjer za to su Norveška koja se odvojila od Švedske, Bangladeš od Pakistana ili Singapur od Malezijske federacije. Secesija se danas temelji na pravu naroda na samoodređenje.
- raspad ili disolucija - identitet države prethodnice se gubi i nastaju novi identiteti država sljednica. Države sljednice preuzimaju ugovorene obveze i prava države prethodnice. Za to imamo primjer SFRJ i SSSR-a 1991. godine, i raspad Austro-Ugarske ili Otomanskog Carstva poslije Prvog svjetskog rata (raspalo se na Tursku, Hadžiz, tj. Saudijsku Arabiju, Jemen i države stavljenje pod upravljanje Lige naroda Irak, Palestinu, Transjordaniju, Siriju i Libanon).
- novonastala nezavisna država znači državu sljednicu čije je područje, neposredno prije dana sukcesije država, bilo ovisno područje za čije je međunarodne odnose bila odgovorna država prednica.

Razlika između disolucije i secesije je vidljiva samo iz političkog aspekta. Tako su za vrijeme devedesetih Srbija i Crna Gora, odnosno SR Jugoslavija tvrdile da je došlo do secesije, što nije bilo točno, jer su željele da ostanu sljednice Jugoslavije. Naravno bila je riječ o raspadu.